# Pseudocreobotra amarae
Pseudocreobotra amarae es una especie de mantis de la familia Hymenopodidae.

## Distribución geográfica
Se encuentra en Somalia.